# Vulcões de Kamtchatka
Os Vulcões de Kamchatka, ou, nas suas formas portugueas, Camecháteca ou Camchaca, são um grupo de vulcões situados na Península de Kamchatka, na Rússia. São parte do Círculo de Fogo do Pacífico. Cerca de 30 deles ainda estão ativos. Foram inscritos como Patrimônio Mundial da UNESCO em 1996.

## Lista de vulcões

### Cordilheira Central
- Lettunup, 1340 m
- Voyampolsky, 1225 m
- Severny, 1936 m
- Snegovoy, 2169 m
- Ostry, 2552 m
- Spokoyny, 2171 m
- Iktunup, 2300 m
- Snezhny, 2169 m
- Atlasova ou Nylgimelkin, 1764 m
- Bely, 2080 m
- Alngey, 1853 m
- Uka, 1643 m
- Yelovsky, 1381 m
- Shishel, 2525 m
- Mezhdusopochny, 1641 m
- Titila, 1559 m
- Instituto Gorny, 2125 m
- Tuzovsky, 1533 m
- Leutongey, 1333 m
- Sedankinsky, 1241 m
- Fedotych, 965 m
- Kebeney, 1527 m
- Kizimen, 2376 m

### Grupo de Kluchevskaya
- Klyuchevskaya Sopka
- Kliuchevskoi, 4835 m
- Monte Bezymianny, 2882 m
- Zimina, 3081 m
- Shiveluch, 3307 m

### Grupo de Avachinskaya
- Kronotsky, 3528 m
- Aag
- Arik
- Koryaksky
- Avachinsky
- Kozelsky

### Outros
- Ksudach
- Ilyinsky
- Kambalny